# Piani (Imperia)
Piani è una frazione del comune di Imperia, in provincia di Imperia.

## Geografia fisica
Il borgo si trova su una delle colline nell'entroterra del comune di Imperia ed è diviso dal torrente Prino.

## Storia
È stato un comune autonomo, successivamente nel 1923, ha preso parte alla creazione del comune di Imperia.

## Monumenti e luoghi d'interesse

### Architetture religiose
- Santuario di Nostra Signora dei Piani, in stile barocco.

## Infrastrutture e trasporti

### Strade
La frazione di Piani è collegata ad Imperia per mezzo di una strada comunale.

### Ferrovie
La stazione ferroviaria più vicina è quella di Imperia sulla linea ferroviaria Ventimiglia – Genova nel tratto locale compreso tra Ventimiglia e Savona.